# Republiek Bosnië en Herzegovina
De republiek Bosnië en Herzegovina (Servo-Kroatisch: Republika Bosna i Hercegovina/Република Босна и Херцеговина) was een staat in Zuidoost-Europa die bestond van 1992 tot 1995. Het is de directe rechtsvoorganger van de huidige staat Bosnië en Herzegovina.
Bosnië en Herzegovina scheidde zich op 3 maart 1992 af van de uiteenvallende Socialistische Federatieve Republiek Joegoslavië. Dit leidde vrijwel onmiddellijk tot het uitbreken van de oorlog in Bosnië, die gedurende het hele bestaan van de republiek duurde. Leiders van twee van de drie belangrijkste etniciteiten van Bosnië en Herzegovina, namelijk Serviërs en Kroaten, richtten afzonderlijke entiteiten op van de Republika Srpska en de Kroatische Republiek Herzeg-Bosnië, die niet werden erkend door de internationale gemeenschap. Informeel werden deze gebeurtenissen door nationalisten beschouwd als bewijs dat de Republiek Bosnië en Herzegovina voornamelijk de Bosnische bevolking vertegenwoordigde, hoewel formeel het presidentschap en de regering van de republiek nog steeds bestond uit Serviërs en Kroaten, samen met Bosniërs.
Onder het Akkoord van Washington van 1994 werden Bosniërs echter vergezeld door Kroaten van Herzeg-Bosnië, die door deze overeenkomst werd afgeschaft, ter ondersteuning van de republiek door de vorming van de Federatie van Bosnië en Herzegovina, een gezamenlijke entiteit van een substaat. In 1995 sloten de Dayton-vredesakkoorden zich aan bij de Federatie van Bosnië en Herzegovina met de Servische entiteit, Republika Srpska, die vanaf dat moment formeel werd erkend als een politieke substaatentiteit zonder recht op afscheiding, in de staat Bosnië en Herzegovina.
De republiek Bosnië en Herzegovina bestond legaal tot op 14 december 1995 de bijlage 4 van het Dayton-akkoord door de drie partijen werd ondertekend, die de grondwet van Bosnië en Herzegovina bevat, maar uit officiële documenten blijkt dat de staat bestond tot eind 1997 toen de implementatie van het Dayton-akkoord was afgelopen en pas daarna volledig begon te gelden.

## Geschiedenis

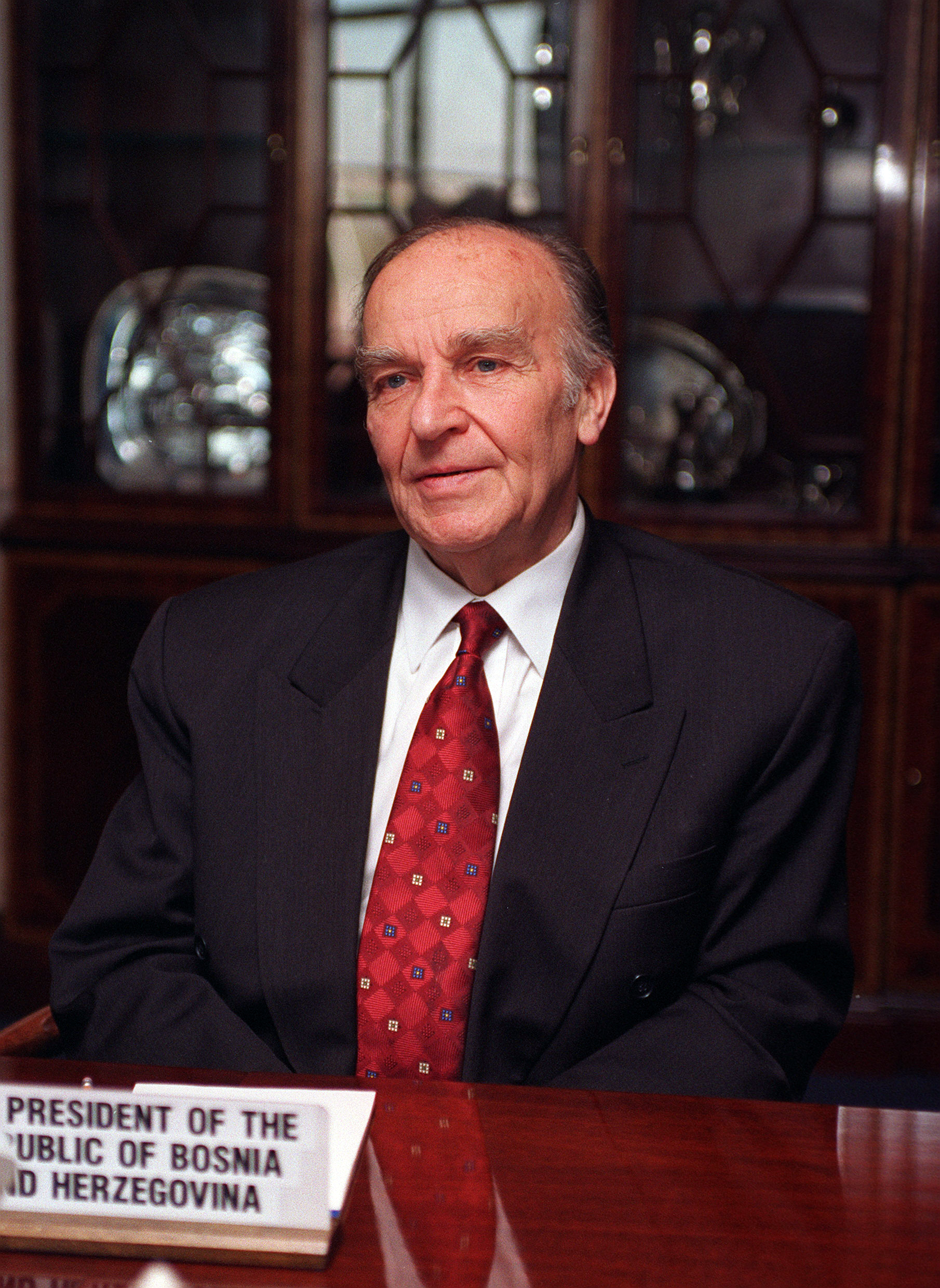
Alija Izetbegović tijdens een bezoek aan de Verenigde Staten in 1997.

De parlementsverkiezingen van 1990 leidden tot een nationale vergadering die werd gedomineerd door drie etnisch gebaseerde partijen, die een losse coalitie hadden gevormd om de communisten uit de macht te zetten. De daaropvolgende onafhankelijkheidsverklaringen van Kroatië en Slovenië en de oorlog die daarop volgde, plaatsten Bosnië en Herzegovina en de drie samenstellende volkeren in een lastige positie. Al snel ontstond er een aanzienlijke verdeeldheid over de vraag of ze bij de Joegoslavische federatie moesten blijven (met overweldigende voorkeur onder de Serviërs) of onafhankelijkheid moesten zoeken (met overweldigende voorkeur onder Bosniërs en Kroaten). Een soevereiniteitsverklaring in oktober 1991 werd gevolgd door een referendum voor onafhankelijkheid van Joegoslavië in februari en maart 1992. Het referendum werd geboycot door de overgrote meerderheid van de Bosnische Serviërs, dus met een opkomst van 64%, waarvan 99% voor het voorstel stemde, werd Bosnië en Herzegovina een soevereine staat.
Terwijl het eerste slachtoffer van de oorlog wordt besproken, begonnen in maart 1992 belangrijke Servische offensieven in Oost- en Noord-Bosnië. Na een periode van oplopende spanningen en sporadische militaire incidenten begon op 6 april in Sarajevo een openlijke oorlogvoering.
Internationale erkenning van Bosnië en Herzegovina betekende dat het Joegoslavische Volksleger (JNA) zich officieel terugtrok uit het grondgebied van de republiek, hoewel hun Bosnisch-Servische leden slechts lid werden van het leger van de Republika Srpska. Gewapend en uitgerust met JNA-voorraden in Bosnië, ondersteund door vrijwilligers, slaagden de offensieven van Republika Srpska er in 1992 in om een groot deel van het land onder haar controle te krijgen. In 1993, toen het Kroatisch-Bosnische conflict uitbrak tussen de regering van Sarajevo en de onerkende staat Herzeg-Bosnië, werd ongeveer 70% van het land gecontroleerd door de Serviërs.
In 1993 keurden de autoriteiten in Sarajevo een nieuwe taalwet goed (Službeni lijst Republike Bosne i Hercegovine, 18/93): "In de Republiek Bosnië en Herzegovina wordt de Ijekavische standaard literaire taal van de drie constitutieve naties officieel gebruikt, aangewezen door een van de drie termen: Bosnisch, Servisch, Kroatisch."
In maart 1994 leidde de ondertekening van de akkoorden van Washington tussen de Bosnische en etnisch-Kroatische leiders tot de oprichting van een gezamenlijke Bosnisch-Kroatische Federatie van Bosnië en Herzegovina. Dit, samen met de internationale verontwaardiging over Servische oorlogsmisdaden en wreedheden (met name de genocide in Srebrenica op maar liefst 8.000 Bosnische mannen in juli 1995) hielp het tij van de oorlog te keren. De ondertekening van het Dayton-akkoord in Parijs door de presidenten van Bosnië en Herzegovina (Alija Izetbegović), Kroatië (Franjo Tuđman) en Servië (Slobodan Milošević) bracht een einde aan de gevechten en legde de basisstructuur van de huidige staat ruwweg vast. . De drie jaar van oorlog en bloedvergieten hadden tussen de 95.000 en 100.000 mensen het leven gekost en meer dan 2 miljoen mensen op de vlucht geslagen.

## Demografie
Bosnië en Herzegovina had meer demografische verscheidenheid dan de meeste andere Europese landen. Volgens de volkstelling van 1991 had Bosnië en Herzegovina 4.364.649 inwoners. De vier grootste naam nationaliteiten waren Bosniak / Moslim (1.905.274 inwoners, of 43,65%), Serviërs (1.369.883 inwoners, of 31,39%), Kroaten (755.883 inwoners, of 17,32%), en Joegoslaven (239.857 inwoners, of 5,5%).

## Reisdocumenten
In oktober 1992 werd een beperkt aantal paspoorten van de republiek Bosnië en Herzegovina gedrukt en beschikbaar voor de burgers. Het document stond de houders toe om het nieuw gevormde land legaal binnen te komen en te verlaten, evenals andere landen waarheen reisden.
De officiële documenten en paspoorten van de republiek waren geldig tot eind 1997, toen de uitvoering van het Dayton-akkoord begon in de huidige staat Bosnië en Herzegovina.De paspoorten van R. BiH zijn vervangen door het paspoort van Bosnië en Herzegovina en de identiteitskaart van Bosnië en Herzegovina.

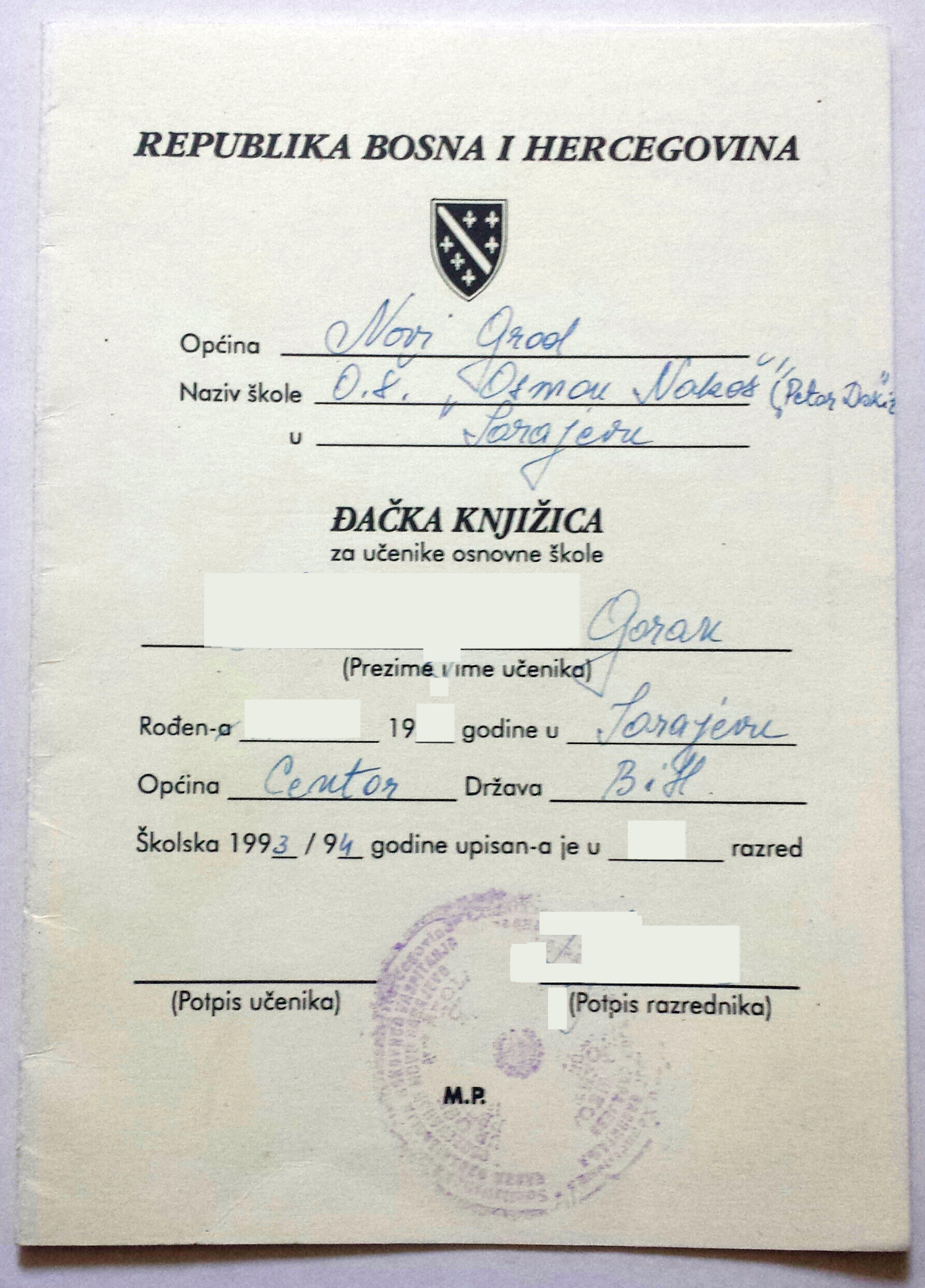
RBiH Elementary School oorlogsstudentenrapport.

## Onderwijssysteem
Tijdens de Bosnische Burgeroorlog werd het onderwijs voornamelijk in de grote steden voortgezet. In het belegerde Sarajevo opereerden scholen in verspreide kelderklassen in wijken in de hoofdstad, onder de constante dreiging van vijandelijke kanonnen en mortiervuur. Afhankelijk van het deel van het land moest het onderwijzend personeel zich aanpassen aan de oorlogsomstandigheden, en klaslokalen werden vaak gehouden in huizen en gangen. Op sommige plaatsen werden de schoolgebouwen zelfs omgevormd tot vluchtelingenkampen, ziekenhuizen of militaire hoofdkwartieren.
Voor het schooljaar 1992-93 waren de vakken en het leerplan nauw verbonden met die uit de periode van de Socialistische Republiek Bosnië en Herzegovina. Het onderwijs tijdens de oorlog had echter veel tekortkomingen, zoals een onstabiele infrastructuur, een gebrek aan leraren en een ernstig gebrek aan schoolboeken.
De namen van veel scholen in Sarajevo zijn tijdens de R BiH-periode veranderd en blijven dat ook in het huidige Bosnië. De ideologie van het socialistische Joegoslavië en de verworvenheden van de Nationale Bevrijdingsstrijd veranderden veel schoolnamen, vooral de namen die zijn vernoemd naar overwegend niet-Bosnische historische figuren. Slechts 3 scholen van ongeveer zestig in de hoofdstad werden veranderd.

Zegel van het leger van de republiek Bosnië en Herzegovina.

## Leger
De Krijgsmacht van de Republiek Bosnië en Herzegovina, in het Bosnisch ook wel Armija Republike Bosne i Hercegovine (ARBIH), waren de strijdkrachten van de republiek Bosnië en Herzegovina tijdens de oorlog in Bosnië en Herzegovina. ARBiH werd opgericht op 15 april 1992 en het grootste deel van de structuur is afkomstig van de voormalige territoriale verdediging van Bosnië en Herzegovina. Het leger na het Dayton-akkoord werd gedefinieerd als de Bosnische component van het leger van de Federatie van Bosnië en Herzegovina, en na verdediging veranderden de hervormingen in de Bosnische rangers, een van de drie brigades van de strijdkrachten van Bosnië en Herzegovina.

## Valuta
Na de introductie van de Bosnische dinar en de vervanging van de Joegoslavische dinar was de Bosnische dinar in omloop in het grootste deel van het grondgebied dat werd gecontroleerd door het leger van de republiek Bosnië en Herzegovina. De gebieden onder Kroatische controle gebruikten de Kroatische dinar en ook de kuna, en het grondgebied van Bosnië en Herzegovina in handen van Servische troepen, uitgeroepen tot Republika Srpska, dinar werd ook geïntroduceerd als betaalmiddel. Kort na de introductie van de dinar kreeg de Duitse mark de voorkeur als het nieuwe betaalmiddel in de door Bosniërs en Kroaten bewoonde RBiH. In het huidige Bosnië en Herzegovina is de valuta de inwisselbare mark die de dinar en de Duitse mark verving, maar veel winkels en benzinestations accepteren in de praktijk de euro.

## Post en filatelie
Het land produceerde zijn eerste postzegels sinds de onafhankelijkheid in 1993 onder het bevel van de regering van Sarajevo en begon ze in te schrijven als Republika Bosna i Hercegovina. Vóór 1993 gebruikte de nieuw gevormde Republiek Bosnië en Herzegovina SFR Joegoslavische postzegels, maar met de woorden soeverein Bosnië op het zegel.

## Sport
Enkele prominente sportieve prestaties van de republiek Bosnië en Herzegovina (1992-1997):
1992
- Mirjana Horvat eindigde als 8e in de finale van de Olympische Zomerspelen 1992 - Discipline 10 meter luchtbuks voor dames. RBiH maakte zijn debuut op Olympische Spelen tijdens de Olympische Zomerspelen van 1992.

1993
- Het nationale basketbalteam van de Republiek Bosnië en Herzegovina won een gouden medaille bij het basketbal op de Mediterrane Spelen van 1993.
- Ivan Sokolov die RBiH vertegenwoordigde, won in 1993 het Vidmar Memorial- schaakkampioenschap.
- Het nationale basketbalteam van de Republiek Bosnië en Herzegovina eindigde als 8e op de EuroBasket 1993. Sabahudin Bilalović was Topscorer van het toernooi met een gemiddelde van 25 (24,6) punten per wedstrijd.

1994
- ŠK Bosna heeft de European Chess Club Cup gewonnen.
- Predrag Nikolić van RBiH won 1994 Tata Steel Chess Tournament.
- Het schaakteam van de Republiek Bosnië won de 2e plaats (zilveren medaille) op de 31e schaakolympiade.
- RBiH-atleten namen deel aan de Olympische Winterspelen van 1994.

1995
- Ivan Sokolov van RBiH won in 1995 het Nederlands kampioenschap schaken.

1996
- RBiH-atleten namen deel aan de Olympische Zomerspelen van 1996.
- Op 6 november 1996 versloeg het nationale voetbalteam van Bosnië en Herzegovina destijds een 5e[19] land ter wereld en versloeg het Italiaanse nationale voetbalteam van 1994 met 2-1 in Sarajevo. Daarbij boekte RBiH hun allereerste door de FIFA erkende internationale overwinning.

1997
- Op 20 augustus 1997 versloeg het nationale voetbalteam van Bosnië en Herzegovina een derde[20] gerangschikt land in de wereld op het moment dat het Deense nationale voetbalteam met 3-0 in Sarajevo was.